# Avanti popolo
Avanti popolo è stato un programma televisivo italiano di genere talk show, politico e rotocalco, andato in onda in prima serata su Rai 3 dal 10 ottobre 2023 al 30 gennaio 2024, ideato e condotto da Nunzia De Girolamo. Il programma veniva trasmesso in diretta dallo studio 3 degli studi televisivi Fabrizio Frizzi di Roma.

## Il programma
Il programma, nato come sostituto del programma Cartabianca (andato in onda su Rai 3 dal 7 novembre 2016 al 27 giugno 2023 con la conduzione di Bianca Berlinguer), fu ideato e condotto da Nunzia De Girolamo (ex deputata di Forza Italia, ex ministro delle politiche agricole alimentari e forestali del governo Letta e moglie di Francesco Boccia, capogruppo del Partito Democratico al Senato), curato da Carlotta Mattiello per la Rai e da Elena Sciolti per Fremantle, prodotto dalla Rai e da Fremantle e manteneva il format di un talk show d'approfondimento sui temi dell'attualità e della politica, con l'ausilio di ospiti in studio e in collegamento, pronti ad intervenire sulle varie tematiche, tra i quali il cantautore Maldestro. Il 16 gennaio 2024 fu ufficializzata la chiusura definitiva del programma, che avvenne il 30 gennaio successivo in seguito ai bassi ascolti registrati e dai costi alti di produzione.

## Edizioni
| Edizione | Anno      | Conduzione         | Periodo         | Periodo         | Puntate | Presenza fissa | Regia               | Regia               | Studio                                                |
| Edizione | Anno      | Conduzione         | Inizio          | Fine            | Puntate | Presenza fissa | Regia               | Regia               | Studio                                                |
| -------- | --------- | ------------------ | --------------- | --------------- | ------- | -------------- | ------------------- | ------------------- | ----------------------------------------------------- |
| 1ª       | 2023-2024 | Nunzia De Girolamo | 10 ottobre 2023 | 30 gennaio 2024 | 15      | Maldestro      | Piergiorgio Camilli | Cristiano D'Alisera | Studio 3 degli Studi televisivi Fabrizio Frizzi, Roma |

### Prima edizione (2023-2024)
La prima ed unica edizione di Avanti popolo, con la conduzione di Nunzia De Girolamo, era andata in onda ogni martedì in prima serata dal 10 ottobre 2023 al 31 gennaio 2024.
| Puntata | Messa in onda    | Ascolti                   | Ascolti                   | Ascolti        | Ascolti       | Ascolti |
| Puntata | Messa in onda    | Avanti popolo - Anteprima | Avanti popolo - Anteprima | Avanti popolo  | Avanti popolo | Fonte   |
| Puntata | Messa in onda    | Telespettatori            | Share                     | Telespettatori | Share         | Fonte   |
| ------- | ---------------- | ------------------------- | ------------------------- | -------------- | ------------- | ------- |
| 1       | 10 ottobre 2023  | N.D.                      | N.D.                      | 574 000        | 3,62%         | [ 17 ]  |
| 2       | 17 ottobre 2023  | 562 000                   | 2,45%                     | 742 000        | 4,28%         | [ 18 ]  |
| 3       | 24 ottobre 2023  | 567 000                   | 2,60%                     | 432 000        | 2,58%         | [ 19 ]  |
| 4       | 31 ottobre 2023  | 482 000                   | 2,49%                     | 420 000        | 2,70%         | [ 20 ]  |
| 5       | 7 novembre 2023  | 390 000                   | 1,77%                     | 312 000        | 1,79%         | [ 21 ]  |
| 6       | 14 novembre 2023 | 461 000                   | 2,09%                     | 380 000        | 2,11%         | [ 22 ]  |
| 7       | 21 novembre 2023 | 440 000                   | 2,10%                     | 482 000        | 2,92%         | [ 23 ]  |
| 8       | 28 novembre 2023 | 481 000                   | 2,15%                     | 470 000        | 2,80%         | [ 24 ]  |
| 9       | 5 dicembre 2023  | 407 000                   | 1,90%                     | 543 000        | 3,20%         | [ 25 ]  |
| 10      | 12 dicembre 2023 | 377 000                   | 1,74%                     | 335 000        | 1,93%         | [ 26 ]  |
| 11      | 19 dicembre 2023 | 440 000                   | 2,13%                     | 361 000        | 2,27%         | [ 27 ]  |
| 12      | 9 gennaio 2024   | 478 000                   | 2,13%                     | 431 000        | 2,49%         | [ 28 ]  |
| 13      | 16 gennaio 2024  | 484 000                   | 2,30%                     | 473 000        | 2,87%         | [ 29 ]  |
| 14      | 23 gennaio 2024  | 434 000                   | 1,96%                     | 283 000        | 1,64%         | [ 30 ]  |
| 15      | 30 gennaio 2024  | 331 000                   | 1,52%                     | 375 000        | 2,74%         | [ 31 ]  |

## Programmazione
| Edizione | Rete televisiva | Anno      | Stagione        | Orario      | Durata  | Programmazione | Programmazione | Programmazione | Programmazione | Programmazione | Programmazione | Programmazione | Collocazione |
| Edizione | Rete televisiva | Anno      | Stagione        | Orario      | Durata  | L              | M              | M              | G              | V              | S              | D              | Collocazione |
| -------- | --------------- | --------- | --------------- | ----------- | ------- | -------------- | -------------- | -------------- | -------------- | -------------- | -------------- | -------------- | ------------ |
| 1ª       | Rai 3           | 2023-2024 | autunno-inverno | 21:20-00:00 | 160 min |                |                |                |                |                |                |                | Prima serata |

## Sigla
La sigla del programma era la canzone Amen di Francesco Gabbani, brano vincitore della categoria Giovani al Festival di Sanremo 2016.